# Reginald Potts
Reginald Hubert Potts (Londra, 3 gennaio 1892 – Worthing, 21 marzo 1968) è stato un ginnasta britannico.

## Palmarès

### Olimpiadi
- 1 medaglia:
  - 1 bronzo (Stoccolma 1912 nel concorso a squadre)